# 奥芬
奥芬（法語：Hoffen，法語發音：[ɔfən]）是法国下莱茵省的一个市镇，属于阿格诺-维桑堡区。

## 地理
奥芬（48°55'47"N, 7°56'32"E）面积9.45 平方千米，位于法国大東部大區下莱茵省，该省份为法国大陆部分最东部的省份，是阿尔萨斯的一部分，今与上莱茵省组成了阿尔萨斯欧洲集体，其南至上莱茵省，西南接孚日省和默尔特-摩泽尔省，西接摩泽尔省，北与德国接壤。
与奥芬接壤的市镇（或旧市镇、城区）包括：阿斯克巴克、温斯帕赫、贝奇多夫、奥贝尔罗埃代尔恩、雷奇维莱尔、里泰尔索方、舍嫩堡、苏尔茨苏福雷。
奥芬的时区为UTC+01:00、UTC+02:00（夏令时）。

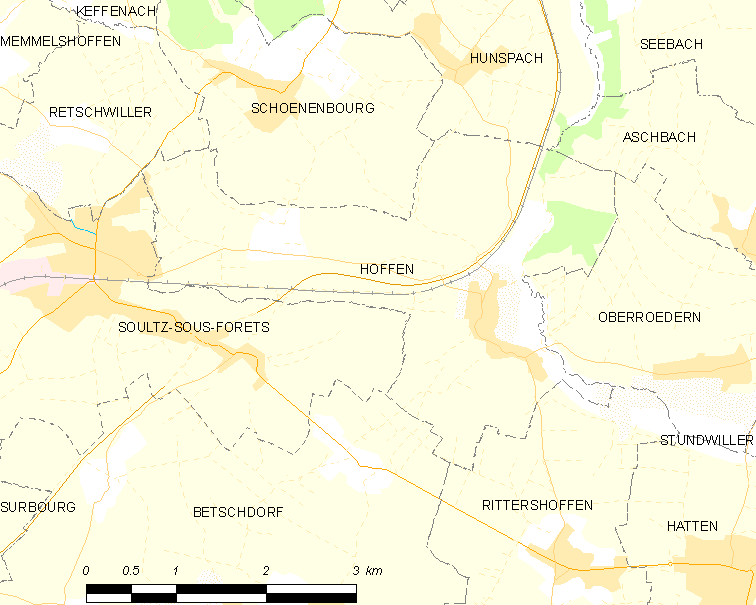
奥芬的OSM定位图

## 行政
奥芬的邮政编码为67250，INSEE市镇编码为67206。

## 政治
奥芬所属的省级选区为维桑堡县。

## 人口

1962-2008年间奥芬人口变化图示

奥芬于2022年1月1日时的人口数量为1141人。

## 图集

奥芬 - Hoffen
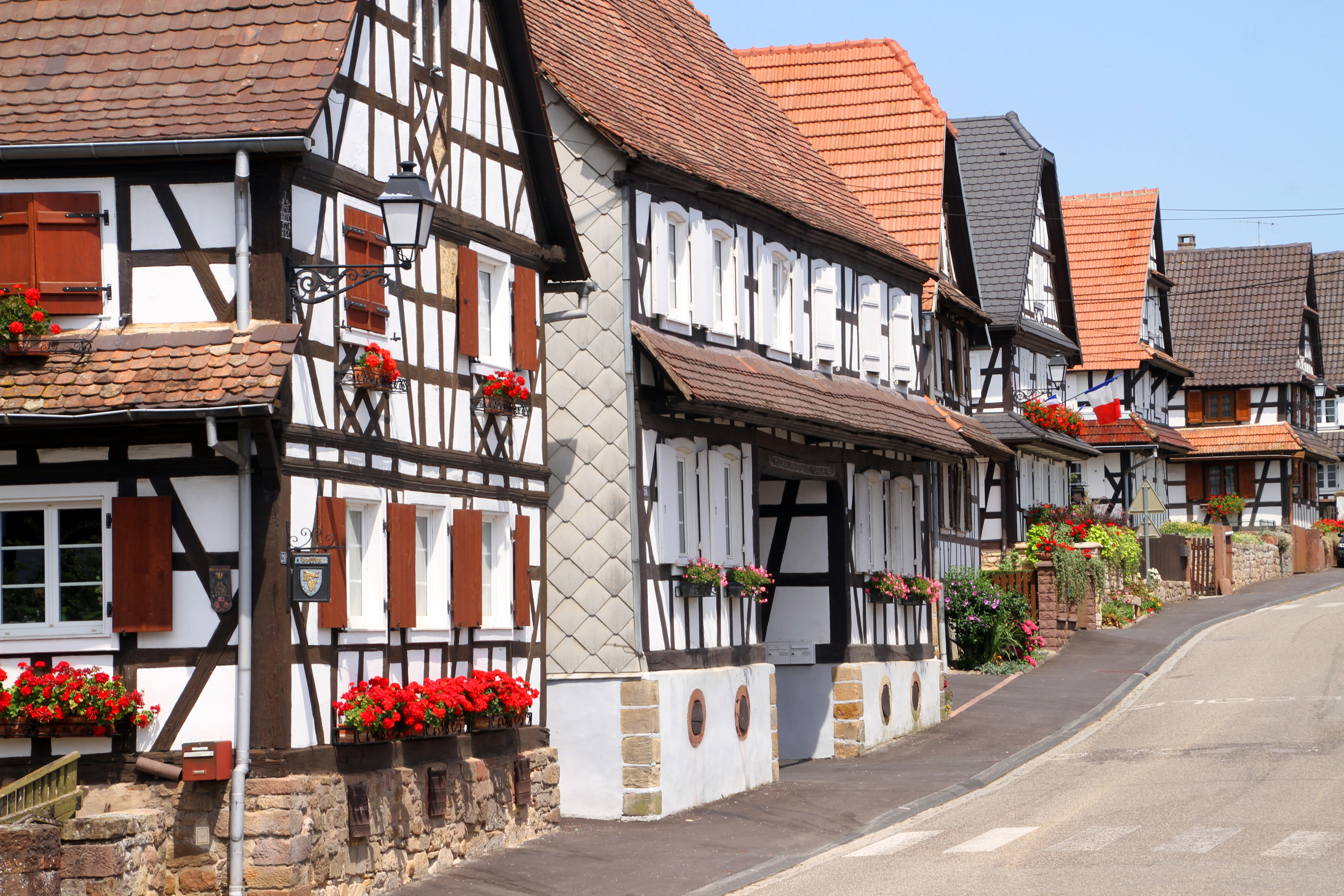
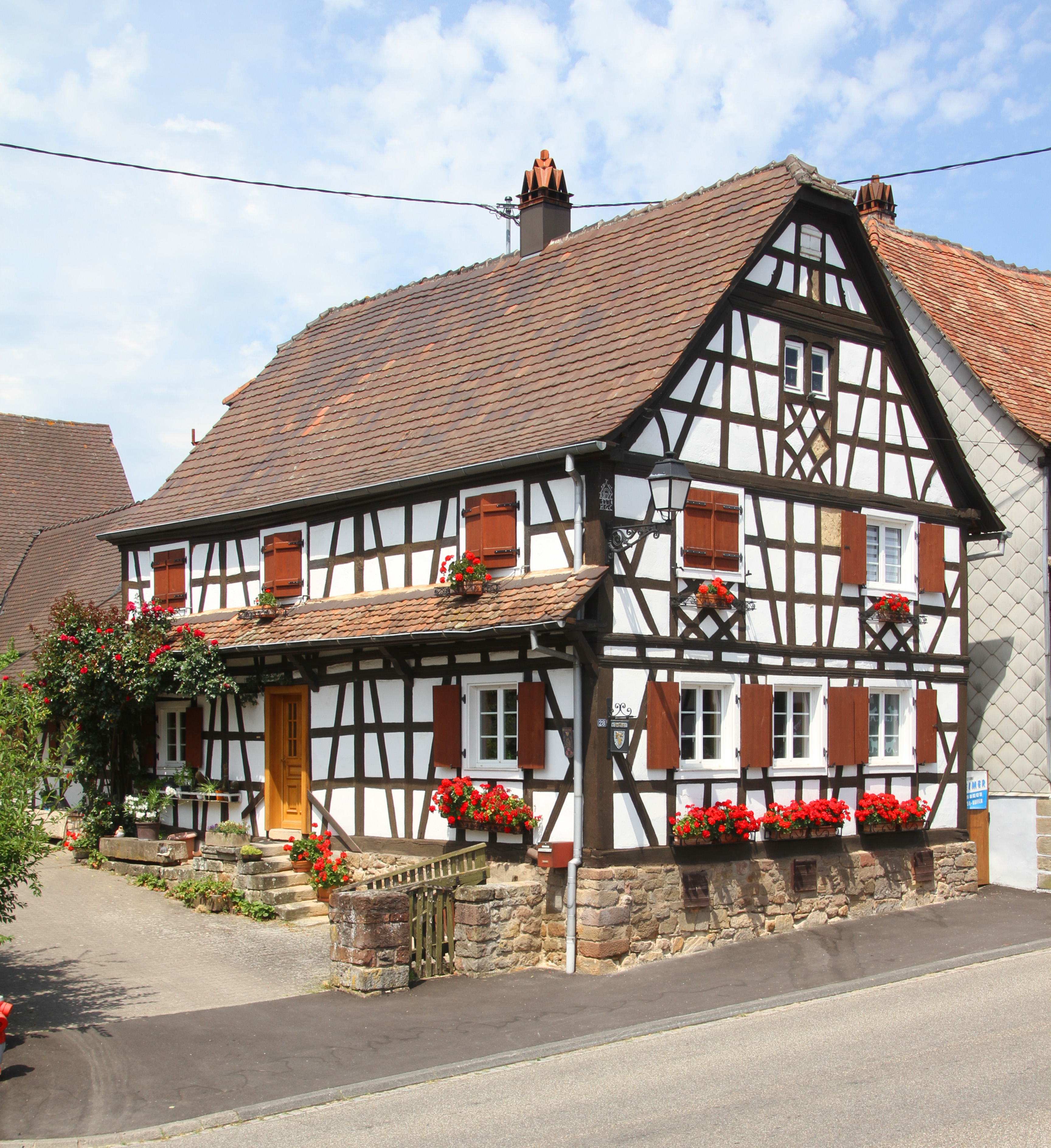
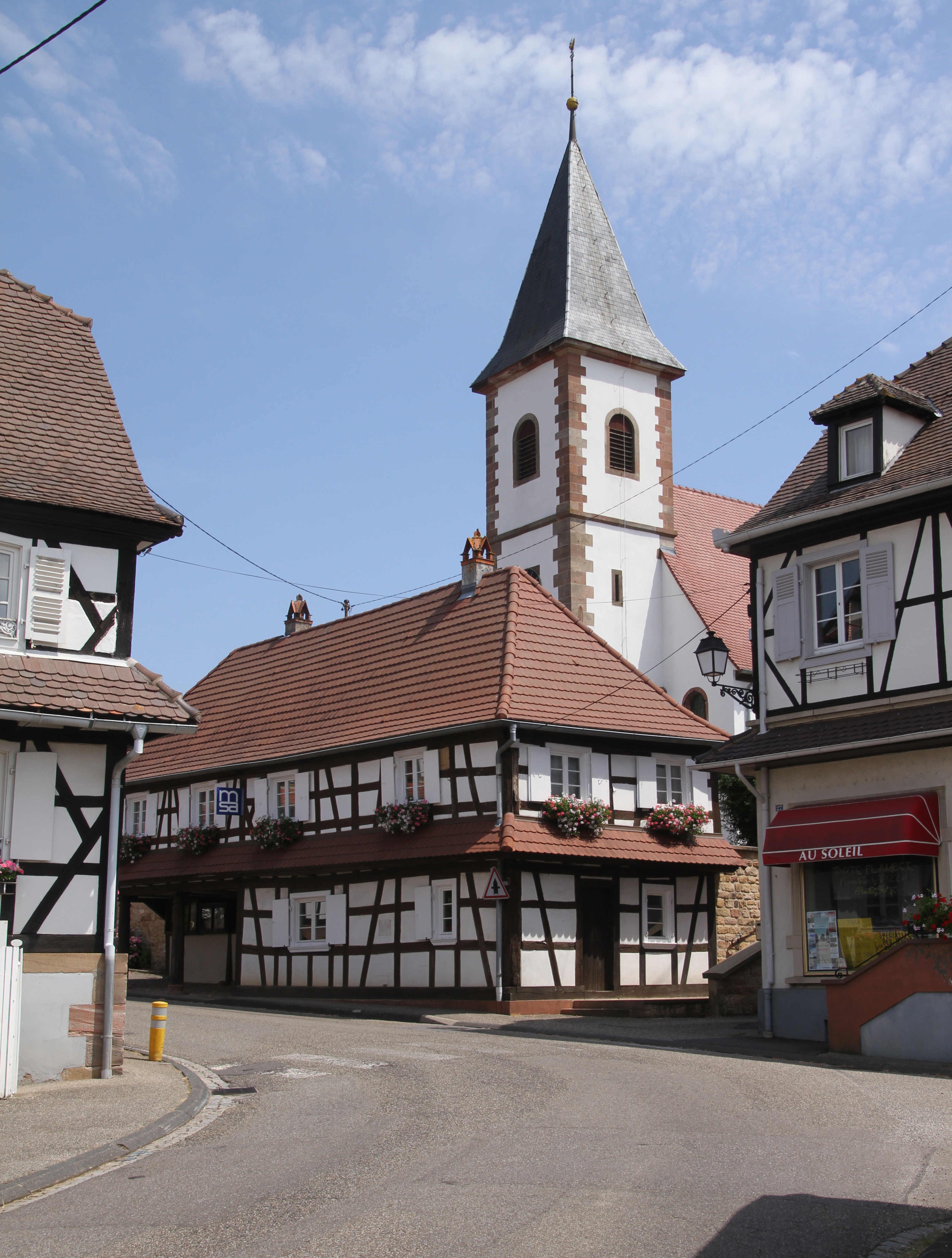
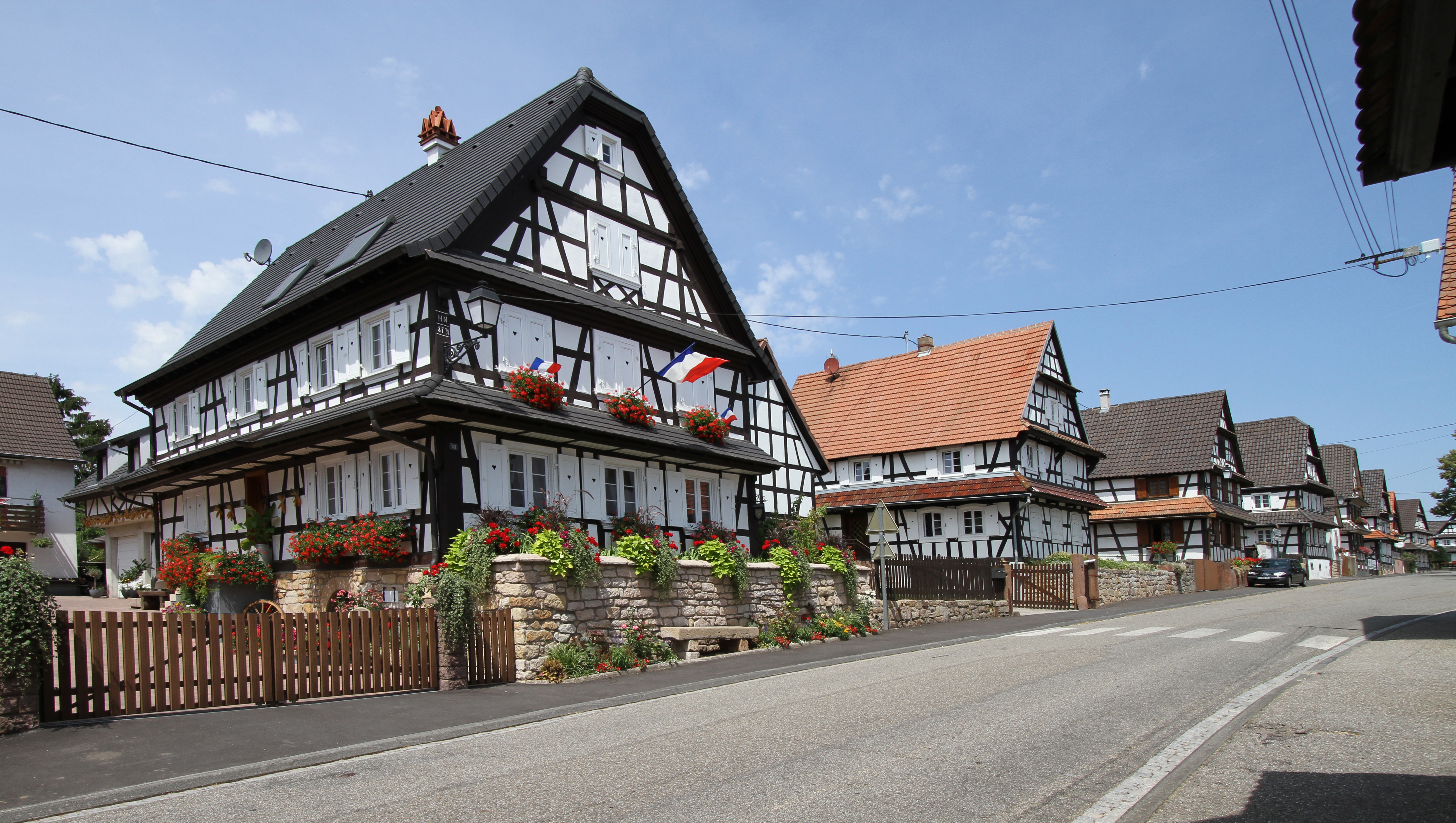
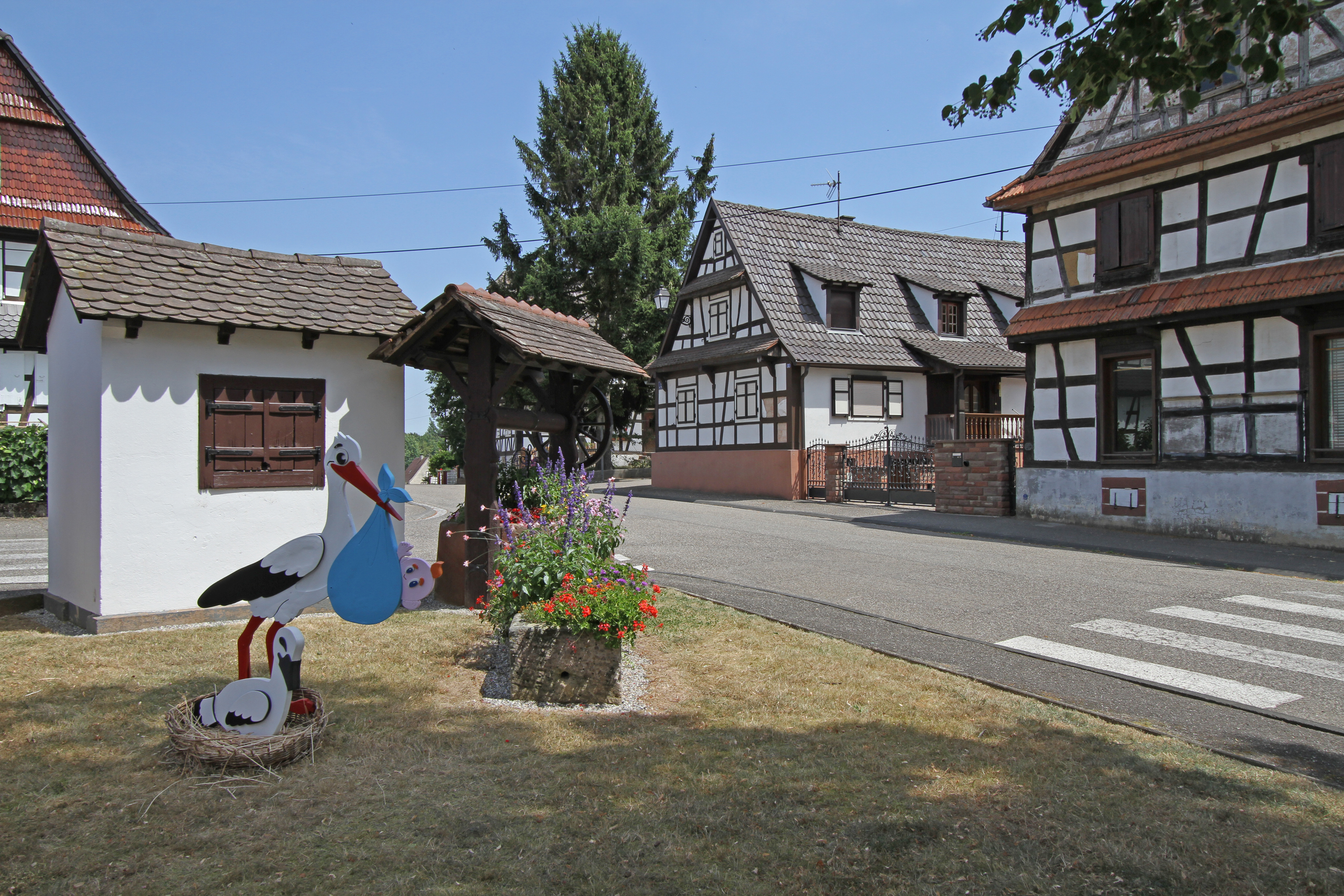
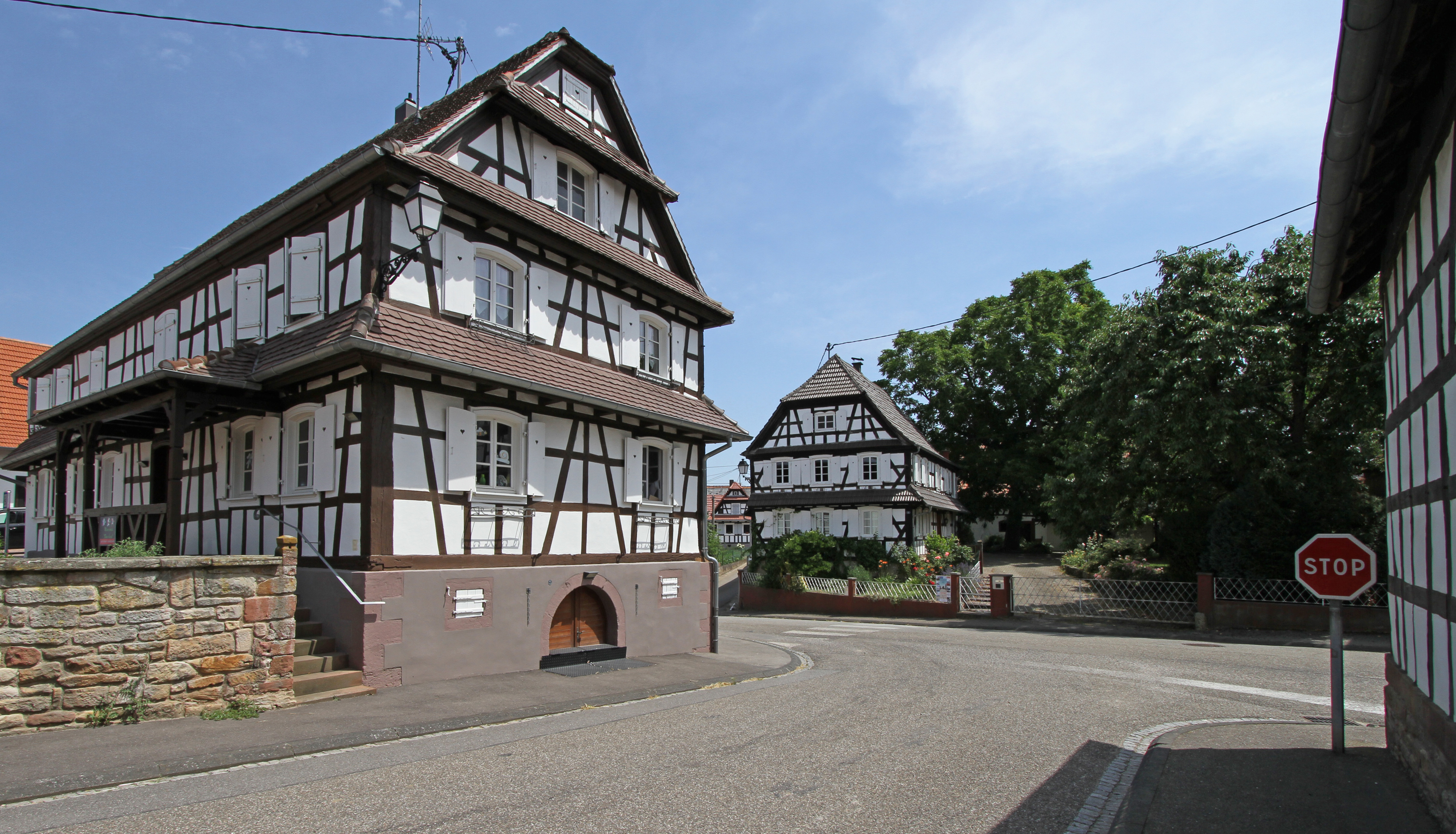